# Trichinellose
Die Trichinellose (auch Trichinose) oder Trichinenkrankheit ist eine durch die Trichinen (eine Gattung der Fadenwürmer) hervorgerufene parasitäre Infektionskrankheit (Parasitose). Sie wird vor allem durch Trichinella spiralis und den Verzehr von rohem Fleisch (meist Schweinefleisch) übertragen. Die Trichinellose unterliegt in der Europäischen Union der Meldepflicht. Sie zeigt sich zumeist unspezifisch in Schwäche, Bauchschmerzen, Übelkeit, Erbrechen und Durchfall. Später treten Fieber, Muskelschmerzen und Ödeme im Augenbereich auf. In Einzelfällen kann der Herzmuskel befallen werden und die Erkrankung damit tödlich enden.

## Verbreitung
Die Trichinen sind durch mehrere Arten weltweit verbreitet. Zur Infektion von Menschen kann es nur durch den Verzehr von nicht durcherhitztem Fleisch kommen, das mit Trichinen, vor allem Trichinella spiralis, belastet ist. Vor Einführung des „Reichsfleischbeschaugesetzes“ unter der Federführung des Politikers, Pathologen und Trichinenexperten Rudolf Virchow um 1900 gab es in Deutschland nach Schätzungen etwa 15.000 Erkrankungen jährlich. Durch die Trichinenuntersuchung sank diese Zahl in 50 Jahren auf unter 5 gemeldete Erkrankungsfälle pro Jahr (2016 vier Fälle, 2017 zwei, 2018 kein Fall, 2019 vier, 2020 ein Fall, 2021 zwei und 2022 wurde kein Fall gemeldet, 2023 waren es drei Fälle, ebenso 2024). Bei den zwischen 2000 und 2009 in Deutschland durchgeführten Trichinenuntersuchungen bei Schweinen wurden lediglich in 4 von etwa 453 Millionen Hausschweinen Trichinen gefunden sowie in 92 von etwa 3,4 Millionen Wildschweinen.
Infektionen in Deutschland können theoretisch nur nach Rohverzehr von Frischfleisch auftreten, das keiner amtlichen Untersuchung unterzogen worden war. Allerdings ist es im Frühjahr 2006 auch nach dem Verzehr von Schweinen im Landkreis Uecker-Randow zu einer Erkrankung von zwei Personen trotz der inzwischen europaweit vorgeschriebenen Untersuchungsmethode gekommen.

## Krankheitsentstehung

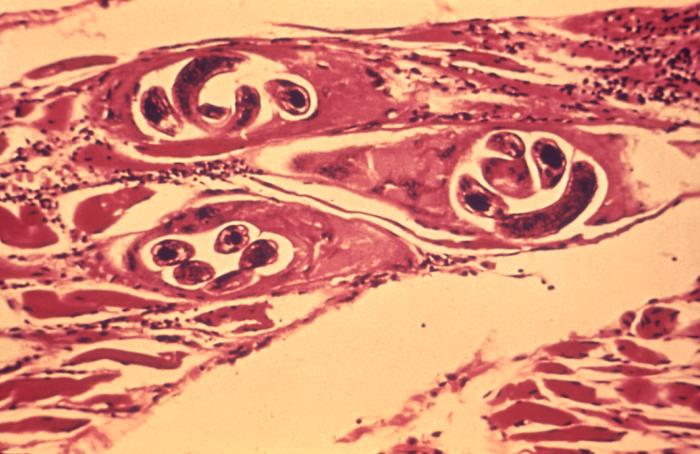
Trichinella spiralis Muskelzysten

Aufgenommene Muskelzysten (Trichinenkapseln im Muskelgewebe) werden im Dünndarm aufgelöst und so die darin enthaltenen Larven (Muskeltrichinen, erstmals genau beschrieben von Richard Owen 1835) freigesetzt. Die Larven bohren sich in das Dünndarmepithel ein und entwickeln sich innerhalb von 30 Stunden zu adulten Tieren (Darmtrichinen), danach findet die Paarung statt. Im Dünndarm bringen die Weibchen lebendgebärend bis zu 1500 Larven zur Welt. Die Larven bohren sich anschließend durch den Dünndarm und erreichen so die Lymphe oder den Blutstrom. Sie treiben durch den Körper und lassen sich vor allem im quergestreiften gut durchbluteten Muskelgewebe nieder. Befallen werden auch Zwerchfell, Augen und Zunge. Wo sich eine Larve niederlässt, beginnt die Bildung eines Ammenzellnährkomplexes, der infektiös bleibt, solange der Parasit lebt. Ab dem fünften Monat findet im menschlichen Gewebe eine Verkalkung statt, wobei die encystierten Muskeltrichinen vermutlich noch 5 bis 10 Jahre lebensfähig bleiben.

## Klinische Erscheinungen
Die Inkubationszeit beträgt zwischen fünf und vierzehn Tagen, in Ausnahmefällen bis zu 45 Tagen. Die Infektion erfolgt nur durch Verzehr von erregerhaltigem Fleisch. Eine Ansteckung von Mensch zu Mensch kommt nicht vor.
Der Schweregrad der Erkrankung ist sowohl von der Anzahl der aufgenommenen Parasitenlarven als auch der Unterart der Parasiten und den Abwehrkräften des Wirts abhängig. Die Krankheit kann eine Vielzahl von Krankheitszeichen auslösen und zeigt oft einen sehr unterschiedlichen Schweregrad und unterschiedliche Befallsmuster verschiedener Organe.
Bei stärkerem Befall kann es wenige Tage nach der Erregeraufnahme zu Durchfall und Beschwerden im Bauchraum kommen. Nach etwa einer Woche treten hohes Fieber, Schüttelfrost, starke Muskelschmerzen oder auch Flüssigkeitseinlagerung um die Augenhöhle auf. Diese Symptome zeigen die Wanderung der Parasiten im Körper an. Daneben können auch Hautausschläge, Kopfschmerzen, Schlaflosigkeit, trockener Husten, schmerzhafte Bewegungsstörungen der Augen sowie Petechien auftreten.
Lebensgefährliche Krankheitsverläufe können durch eine Entzündung des Herzmuskels mit nachfolgenden Herzrhythmusstörungen, Blutvergiftung, Lungenentzündung, Zerstörung des Nebennierengewebes oder einer Gehirnentzündung auftreten. Der Befall des zentralen Nervensystems kann sich als  Psychose, Koma, Krampfanfall oder fokal-neurologisches Defizit zeigen.

## Untersuchungsmethoden
Der Nachweis der Infektion kann über den Nachweis von Antikörpern aus einer Blutprobe erfolgen. Diese werden meist frühzeitig im Verlauf der Infektion positiv, können aber in seltenen Fällen erst drei bis vier Wochen nach Erkrankungsbeginn nachweisbar sein. Ebenso möglich ist eine Biopsie aus der Brust-, Oberarm- oder Schultermuskulatur. Hierbei können die Parasiten unter dem Lichtmikroskop nachgewiesen werden.
Hinweisend kann eine Vermehrung eosinophiler Granulozyten im Blutbild sein, welche bei vielen Parasitenerkrankungen vorkommt. Diese ist in rund der Hälfte der Fälle nachweisbar. Bei Befall des Herzmuskels lassen sich EKG-Veränderungen feststellen. Beim Befall des Gehirns lassen sich kleine hypodense Areale in der weißen Substanz und der Hirnrinde in der Computertomographie nachweisen.

## Meldepflicht
In Deutschland ist der Nachweis des Erregers Trichinella spiralis nach § 7 Absatz 1 Infektionsschutzgesetz (IfSG) namentlich zu melden, soweit der Nachweis auf eine akute Infektion hinweist. Meldepflichtig sind hierbei die Leitungen der Labore usw. (§ 8 IfSG). Nach dem Recht Sachsens besteht eine namentliche Meldepflicht bezüglich Erkrankung und Tod an Trichinose.
In Österreich ist Trichinose eine anzeigepflichtige Krankheit gemäß § 1 Abs. 1 Nr. 2 Epidemiegesetz 1950. Meldepflichtig sind Erkrankungs- und Todesfälle. Zur Anzeige verpflichtet sind unter anderem Ärzte und Labore (§ 3 Epidemiegesetz).
In der Schweiz besteht Meldepflicht für Trichinellose in Bezug auf einen positiven laboranalytischen Befund durch Ärzte, Spitäler und andere öffentliche und private Institutionen des Gesundheitswesens. Zudem bei positivem Befund für den Erreger Trichinella spiralis durch Laboratorien. Dies ergibt sich aus dem Epidemiengesetz (EpG) in Verbindung mit der Epidemienverordnung und Anhang 1 bzw. Anhang 3 der Verordnung des EDI über die Meldung von Beobachtungen übertragbarer Krankheiten des Menschen.

## Vorbeugung

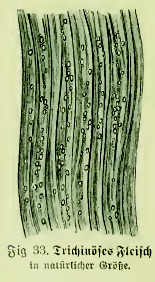
Trichinöses Fleisch

In der EU sind für Schweine, Schwarzwild und Pferde die Untersuchung des Fleisches nach der Schlachtung auf die Parasiten gesetzlich vorgeschrieben. Bei Hausschweinen aus Betrieben bei denen aufgrund der Haltungsform Trichinenbefall ausgeschlossen werden kann, kann darauf verzichtet werden. Die Parasiten werden unter dem Mikroskop nachgewiesen. Dabei können durch die Verdauungsmethode bis zu 100 Fleischproben in einem Untersuchungsansatz untersucht werden. Das Fleisch positiver Tiere wird nicht zum Verzehr zugelassen.
Man kann eine Abtötung der Larven mit Kochen erreichen, dabei muss das Fleisch auf mindestens 65 °C erhitzt werden. Des Weiteren gilt das Gefrieren als Abtötungsmaßnahme. Jedoch kann die im hohen Norden verbreitete Art T. nativa selbst tiefen Temperaturen lange widerstehen. Räuchern, Pökeln, Salzen und Trocknen sind laut Angaben des Robert Koch-Instituts keine ausreichend wirksamen Maßnahmen zur Larvenabtötung. Vorsicht ist bei Import von Fleisch aus dem Nicht-EU-Ausland geboten, da in manchen Ländern bei Wild, Haus- und Einzelschlachtungen keine obligatorische Fleischbeschau stattfindet. Gegebenenfalls ist eine Beschau durch das Veterinäramt bei der jeweiligen Verwaltungsbehörde nachzuholen und auch zu empfehlen.
2006 ist bei Wildschweinen jedoch eine weitere Form von Trichinen (Trichinella pseudospiralis) aufgetaucht. Sie ist durch reine Trichinoskopie ohne Vorverdauung nicht zu erkennen, da sie im Gegensatz zu den gewöhnlichen Trichinen im Larvenstadium nicht eingekapselt ist.

## Behandlung
Eine möglichst frühe Behandlung steigert die Erfolgschancen. Eingesetzt werden Mebendazol, Albendazol und Tiabendazol. Die Behandlung erfolgt regelhaft für zwei Wochen. Bei schweren Verlaufsformen sind zudem Kortikosteroide in hoher Dosierung indiziert.

## Forschungsgeschichte

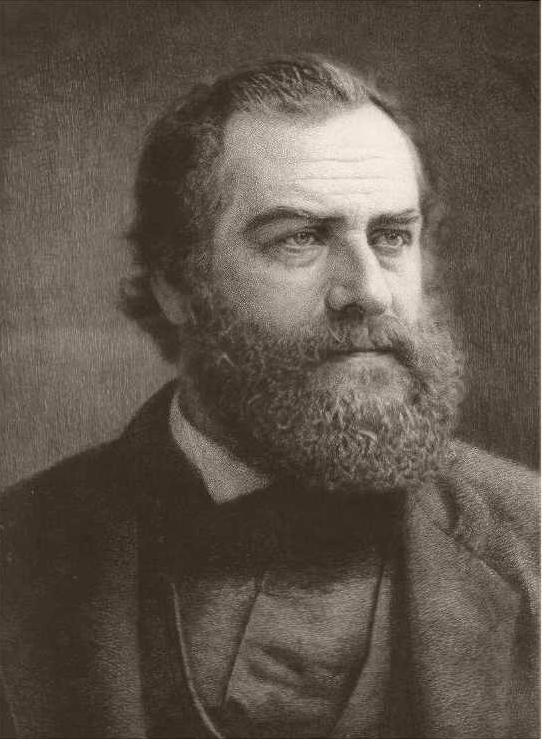
Joseph Leidy (1823–1891)

Die frühesten Berichte, in denen Trichinen beschrieben wurden, stammen aus der ersten Hälfte des 19. Jahrhunderts. 1821 bemerkte der Heidelberger Anatom und Physiologe Friedrich Tiedemann (1781–1861) bei der Sektion einer Leiche „… in den meisten Muskeln, vorzüglich an den Extremitäten, weiße, steinige Konkremente. Sie lagen zwischen den Faserbündeln im Zellgewebe; häufig auch an den Wänden der Arterien, waren zwei bis vier Linien lang und rundlich …“ Tiedemann beließ es allerdings bei dieser äußeren Beschreibung und ordnete den Befund auch keiner Krankheit zu.
1828 entdeckte der britische Kardiologe Thomas Bevill Peacock (1812–1882) bei der Sektion einer menschlichen Leiche „kleine knöcherne Punkte“ („bony points“) in der Kehlkopfmuskulatur. Aber auch Peacock schenkte diesen Befunden keine größere Beachtung, und so wurden die von ihm beschriebenen „bony points“ erst Jahre später als eingekapselte Muskeltrichinen identifiziert.
1832 erblickte der Chirurg und Anatom des Guy’s Hospital John Hilton (1805–1878) in der Skelettmuskulatur (Brust- und Atemmuskulatur) eines an Krebs gestorbenen 70-jährigen Mannes ihm bis dahin noch Unbekanntes: „…between the fibres [of the muscles], and having their axis parallel to them, there are situated several oval bodies, transparent in the middle, and opaque at either end, altogether about 1/25 of an inch in length….“ („… zwischen den Muskelfasern, mit parallel zu diesen verlaufender Achse, befanden sich mehrere ovale Körper, in der Mitte durchsichtig, und undurchsichtig an beiden Enden, mit einer Gesamtlänge von etwa 1/25 Inch …“)
Hilton unterzog den Befund gemeinsam mit dem damaligen Lecturer am Guy’s Hospital, Thomas Addison, weiteren eingehenderen Untersuchungen. Sie verpflanzten kleine Portionen befallenen Muskels unter die Rückenhaut dreier Kaninchen, die alsbald verendeten, ohne dass Anzeichen einer Wiederbelebung der fraglichen ovalen Körper erschienen. An einer anderen abgedeckten Probe wurden einige Wochen später kleine Fliegen beobachtet. Aus diesen Beobachtungen mochten sie allerdings keine weitergehenden Schlüsse ziehen.
Genauere Untersuchungen scheiterten in der damaligen Zeit oft allein schon an den noch wenig leistungsfähigen Mikroskopen. Zusammengesetzte Mikroskope baute Carl Zeiß in Jena ab 1843. Zusammen mit dem Physiker und Mathematiker Ernst Abbe konnte 1878 durch Ölimmersion mit eingedicktem Zedernöl als Medium die Auflösung erheblich verbessert werden. Im Zusammenwirken mit dem Glaschemiker Otto Schott gelangen mit neuen Glassorten in den 1880er Jahren farbfreie Objektive korrigierter chromatischer Aberration.
1835 bemerkte der Medizinstudent (und spätere Chirurg und Pathologe) James Paget (1814–1899) bei einer Sektion im St Bartholomew’s Hospital in London in der Muskulatur eines verstorbenen Patienten eine Vielzahl kleiner weißlicher Flecken („minute withish specks“). Als er sie unter einem Mikroskop genauer untersuchte, erkannte er, dass es sich um eingekapselte kleine Würmer handelte. Die Veröffentlichung seiner Entdeckung überließ James Paget (damals noch Medizinstudent und entsprechend unerfahren) aber seinem damaligen Lehrer Richard Owen (1804–1892), der eine erste Beschreibung mit Abbildungen und Zeichnungen publizierte.
Owen beschrieb das neu entdeckte Phänomen: „…cysts of an elliptical figure… which is, in general, sufficiently transparent to show that it contains a minute coiled up worm… They measure 1/50th of an inch in their longitudinal, and 1/100th of an inch… They are generally placed in single rows, parallel to the muscular fibres… The little worm is usually disposed in two or two-and-a-half spiral coil: when straightened it measures from 1/25th to 1/30th of an inch in length and from 1/700th to 1/800th of an inch in diameter…“
(„… Zysten in Form einer Ellipse… Welche [die Zyste] im Allgemeinen ausreichend transparent ist, dass man sehen kann, dass sie einen winzigen aufgerollten Wurm enthält…. Sie haben 1/50tel eines Inch in der Länge und 1/100tel eines Inch in ihrem Querdurchmesser… Im Allgemeinen sind sie in einzelnen Reihen parallel zu den Muskelfasern angeordnet… Der kleine Wurm ist normalerweise in zwei oder zweieinhalb Spiralwindungenen aufgerollt: gestreckt misst er 1/25tel bis 1/35tel eines Inch und im Querdurchmesser 1/700tel bis 1/800tel eines Inch…“)
Owen war der Meinung, einen adulten Wurm entdeckt zu haben, und verlieh ihm wegen seiner haardünnen und meist zusammengerollten Gestalt den Namen „Trichina spiralis“.
Bei der Wahl der Bezeichnung seiner neuen Entdeckung war Owen allerdings entgangen, dass der Name „Trichina“ im Jahre 1830 von dem Entomologen Johann Wilhelm Meigen bereits an ein Insekt vergeben worden war. 1895 bemerkte der französische Zoologe und Parasitologe Louis-Joseph Alcide Railliet (1852–1930) diesen Fehler und in Folge wurde der Name „Trichinella“ für das Genus eingeführt.
Der Bericht Owens erregte Aufsehen in der damaligen Fachwelt. Bei Sektionen achtete man nun (zunächst vor allem in England) verstärkt auf dieses neue Phänomen und in Folge berichteten mehrere Anatome, Ärzte, Physiologen, Zoologen über analoge Befunde.
Arthur Farre, zu dieser Zeit Lecturer im St Bartholomew’s Hospital, bemerkte – ebenfalls 1835, aber einen Monat nach Paget/Owen – Trichinellen in menschlichen Leichen und beschrieb sie genauer.
Im April 1835, berichtete Henry Wood, Arzt am Bristol Royal Infirmary, dass er eine große Anzahl der von Owen beschriebenen Trichina spiralis im Muskelfleisch der Leiche des 22-jährigen Mannes, der Ende 1834 in das Krankenhaus eingeliefert worden war, aufgefunden habe. Er erkannte aber nicht, dass sie die Ursache der Erkrankung/des Todes des Mannes waren, sondern glaubte, dass ein akutes rheumatisches Leiden mit später hinzutretender Lungen- und Herzbeutelentzündung zum Tode geführt habe.
1836 beschrieb der Arzt und Anatom Thomas Hodgkin (1798–1866) einen ähnlichen Fall.
Im selben Jahr, schrieb der schottische Arzt und Anatom Robert Knox (1791–1862), dass er Ende des Jahres 1835 sowohl Trichinen (Kapseln), als auch die darin lebenden Trichina spiralis bei der Sektion einer Leiche aufgefunden habe.
Auch er sah noch keinen Zusammenhang zwischen Trichinen und Tod der Person, sondern wies nur auf noch völlig ungeklärte Fragen hinsichtlich dieses „curious parasite“ („merkwürdigen Parasiten“) hin: „… It is not known whether or not it ever leaves its cyst. The causes giving rise to it, and its mode of reproduction, are altogether unknown.“(„… Es ist nicht bekannt, ob er [der Wurm] jemals die Zyste [Kapsel] verlässt, oder nicht. Welche Ursachen ihn hervorbringen, und auch wie er sich vermehrt, das alles ist noch völlig unbekannt. …“)
Ebenfalls 1836 fand der irische Chirurg und Professor für Anatomie und Physiologie am Trinity College Dublin Robert Harrison (1796–1858), bei der Sektion von 6 Leichen Trichina spiralis.
Carl Theodor von Siebold (1804–1885) schrieb 1844 über weitere Fälle in England/Schottland und auch Dänemark.
1854 wurden Trichina spiralis von den Medizinern und Anatomen John Syer Bristowe (1827–1895) (s. engl. Wiki) und George Rainey (1801–1884) detailliert beschrieben und in Zeichnungen dargestellt.
Im Jahre 1860 berichtete der Professor für Medizin und Anatomie an der University of Edinburgh William Turner (1832–1916) von 6 Trichinen-Befunden, die er selbst seit Owens Entdeckung gemacht hatte und auch von zahlreichen anderen Fällen, die er (lückenhaft) aus der medizinischen Fachliteratur zusammengetragen hatte.
Die Wissenschaftler sahen aber immer noch keinen Zusammenhang zwischen den Trichinen-Befunden und Erkrankung/Tod der Menschen.
Weiterhin wurde der Parasit mehr als eine Kuriosität („curious parasite“ / Robert Knox s. o.) betrachtet und bei den Patienten eine andere Krankheit (Tuberkulose, Rheumatismus u. a.) diagnostiziert, denn man erkannte (noch) nicht, dass die abgekapselten verkalkten Trichinen abgeheilte Infektionen einer ansonsten oft tödlich verlaufenden Erkrankung waren.

### Deutschland
1840, fünf Jahre nach dem Bericht Owens, wurde der Parasit dann von Georg Friedrich Kobelt (1804–1857), damals Prosektor in Heidelberg, in Deutschland entdeckt. Im Archiv für Naturgeschichte schrieb Carl Theodor von Siebold: „Kobelt fand in Heidelberg in der Leiche eines unter hydropischen Erscheinungen verstorbenen 73-jährigen blödsinnigen Mannes die Muskeln mit einer ausserordentlichen Menge kleiner Cysten, welche die Trichina spiralis enthielten, dicht besät.“ In Folge kam es zu (kaum weiterführenden) Prioritätsstreitigkeiten zwischen Kobelt und Theodor von Bischoff (1807–1882) – zur damaligen Zeit Professor für Anatomie in Heidelberg – wer denn nun die Trichina spiralis als Erster entdeckt hatte. Auch Jacob Henle – Professor für Anatomie und Physiologie ebenfalls in Heidelberg – nahm für sich in Anspruch, Trichina spiralis noch vor Kobelt entdeckt zu haben – und zwar bereits im Jahre 1835. Henle hatte aber im Jahre 1835 lediglich den Bericht Richard Owens ins Deutsche übersetzt/paraphrasiert und in einer Fußnote darauf hingewiesen, dass er „ähnliche Flecken zweimal kurz nacheinander in den Muskeln der Brust und des Halses … zweier ebenfalls sehr abgemagerter Leichen“ gefunden hatte. Er hatte das aber nicht weiter verfolgt und untersucht, und erst nachdem er den Bericht Owens gelesen hatte, war ihm dann klar geworden, dass es sich bei seinem Befund um eingekapselte Trichinen gehandelt hatte.

### USA
Im Jahr 1842 berichtete der US-amerikanische Arzt Henry Ingersoll Bowditch (1808–1892), dass er – gemeinsam mit dem Arzt und Anatom J. B. S. Jackson (1806–1879) – Trichinellen in einer menschlichen Leiche aufgefunden habe.
Jackson hatte sie bei der Autopsie eines jungen Mannes, der an Krebs gestorben war, entdeckt. Es war der erste Befund dieser Art in den USA.
Bowditch unterzog den Befund einer eingehenderen Untersuchung, erfuhr von der schon vorliegenden Entdeckung/Beschreibung von R. Owen erst im Nachhinein. Als er Owens Zeichnungen mit den von ihm selbst angefertigten verglich, war er erstaunt über die Ähnlichkeit der beiden Zeichnungen.
Im Jahr 1846 bemerkte der US-amerikanische Anatom und Parasitologe Joseph Leidy (1823–1891) in einem Stück Schweinefleisch, das er verzehren wollte, eigenartige, winzige Flecken. Als er das Schweinefleisch einer mikroskopischen Untersuchung unterzog, zeigte sich
„… ein winziger, zusammengerollter Wurm innerhalb einer Zyste. Die Zysten sind zahlreich, weiß, von ovaler Form, von körniger Natur und haben eine Länge zwischen 1/30 und 1/40 Inch.“
Leidy waren die Entdeckungen von Paget/Owen hinlänglich bekannt, zudem hatte er dieselben Befunde schon zuvor bei Sektionen menschlicher Leichen bemerkt, so dass ihm unmittelbar klar wurde, dass es sich bei den im Schweinefleisch entdeckten Flecken um „Trichina spiralis“ handelte.
Bis dahin waren „Trichina spiralis“ ausschließlich in menschlichen Körpern/Leichen festgestellt worden.
Mit der Entdeckung Leidys war erstmals die Verbindung zwischen Nahrung (Schwein) und Mensch festgestellt worden.
Seine Erkenntnisse wurden aber von den europäischen Wissenschaftlern entweder ignoriert oder blieben ihnen unbekannt.
Im Jahr 1860 konnte Friedrich Albert Zenker die Parasitose endgültig ätiologisch aufklären. Dies war Auslöser der gesetzlichen Kontrolle der Schlachthöfe (Gesetz über die Einrichtung öffentlicher und ausschließlich zu benutzender Schlachthöfe, 1868 in Preußen). Die Einführung der Trichinenschau wurde von Rudolf Virchow vorgeschlagen und in Deutschland mit dem „Gesetz, betreffend die Schlachtvieh- und Fleischbeschau“ vom 3. Juni 1900 ab 1. April 1903 generell gesetzlich vorgeschrieben und 1937 noch einmal angepasst.